# Seven Veils
Seven Veils és una pel·lícula dramàtica canadenca del 2023 escrita i dirigida per Atom Egoyan. La pel·lícula és protagonitzada per Amanda Seyfried com a Jeanine, una directora de teatre que s'enfronta a un trauma reprimit mentre es prepara per muntar una producció de l'òpera Salome. Rebecca Liddiard, Douglas Smith, Mark O'Brien i Vinessa Antoine també hi participen. S'ha doblat al català.
Seven Veils es va estrenar al Festival Internacional de Cinema de Toronto el 10 de setembre de 2023.
La pel·lícula va arribar als cinemes dels Estats Units el 7 de març de 2025 amb la distribució d'XYZ Films i Variance Films.